# 伊格纳西奥·安布里斯
伊格纳西奥·安布里斯（西班牙語：Ignacio Ambríz，1965年2月7日—），墨西哥男子足球运动员，司职后卫。他曾代表墨西哥国家队参加1994年国际足联世界杯，结果队伍止步十六强赛。